# Наполеоніда
Наполеоніда — назва не створенної держави українських козаків та кримських татар. Вперше згадується в меморандумі польського генерала М. Сокольницького «Оцінка постійних і активних сил, якими зможе послужитися Польща в її цілості, а також її кордонів, виключно з погляду їхнього воєнного значення», що увійшла до аналітичної праці «Есе про декілька засобів звільнення Європи від впливу Росії, а разом з нею й впливу Англії», наданому ним у лютому 1812 р. Наполеону. Для захисту запланованої до відновлення Речі Посполитої у кордонах до 1772 р. М. Сокольницький запропонував імператору французів створити на кордонах з Росією низку федеративних герцогств та нове державне утворення «Наполеоніда», яке мало перебувати під протекторатом Польщі. До її складу повинні були увійти задніпровська частина Катеринославського та Таврійського губернаторств, долина Дінця до впадіння його в Дон. Кордонами Н. на півдні пропонувалося зробити узбережжя Азовського та Чорного морів. На думку М. Сокольницького, новостворена держава невдовзі сформувала б цивілізовану націю, яка мала стати одним із надійних бар'єрів проти амбіційних планів Росії на Чорному морі та на Босфорі. Водночас генерал запевняв Наполеона, що з козаків і татар можна сформувати 40 тис. легкої кінноти, 10 тис. з яких можна використати у французькій армії. Проте Наполеон до планів М. Сокольницького жодного інтересу не виявив. У 1920–1930-х рр. український політичний діяч та журналіст І. Борщак (справжнє прізвище Баршах І. 1892—1959 рр.), працюючи у французьких архівах, першим із дослідників натрапив на згаданий документ. Однак, у своїх роботах він свідомо перекрутив зміст меморандуму М. Сокольницького, безпідставно стверджуючи, що Наполеон нібито виявив зацікавленість справою української незалежності і що «Наполеоніда» мала перебувати під патронатом Франції. Без жодного серйозного доказу І. Борщак назвав графа А. М. д'Отріва автором ідеї створення «Наполеоніди», для солідності приписавши йому посаду «політичного директора Міністерства закордонних справ», нібито він був правою рукою Ш.-М. Талейрана. Насправді у 1807 р. А. д'Отрів став лише директором архіву згаданого міністерства і не мав впливу на ведення зовнішньої політики Франції.